# Glossario del sumo

## B
banzuke (番付)ranking dei lottatori di sumo deciso in base ai risultati dei tornei precedenti. È scritta in caratteri particolari detti sumōji.
basho (場所)torneo di sumo. Vedi honbasho.
beya (部屋)vedi heya

## C
chankonabe (ちゃんこ鍋)piatto consumato in gran quantità dai rikishi. Ad alto contenuto proteico, non vi è una ricetta prestabilita, contiene vari ingredienti tra cui verdure, carne e pesce.
chonmage (丁髷)particolare taglio di capelli portato dai rikishi.

## D
dohyō (土俵)zona di combattimento dove si svolgono gli incontri di sumo.
dohyōiri (土俵入り)cerimonia di ingresso nel dohyō, svolta solo dai rikishi delle due divisioni superiori (Makuuchi e Jūryō). Gli yokozuna eseguono il loro personale dohyōiri separatamente, dopo quello dei comuni lottatori.

## H
heya (部屋)letteralmente stanza, è il luogo dove i lottatori si allenano e vivono finché non raggiungono le divisioni superiori.
hidariyotsu (左四つ)presa in yotsu con la mano sinistra in presa interna. Vedi migiyotsu
honbasho (本場所)torneo di sumo. Se ne svolgono sei, uno ogni mese dispari dell'anno.

## J
Jonidan (序二段)la seconda divisione più bassa nel sumo, successiva alla Jonokuchi, sottostante la Sandanme.
Jonokuchi (序ノ口)la divisione più bassa nel sumo.
Jūryō (十両)seconda divisione più alta nel sumo successiva alla Makushita, sottostante la Makuuchi.

## K
kadoban (角番)un ōzeki a rischio di retrocessione.
kachikoshi (勝ち越し)maggior numero di vittorie che sconfitte per un lottatore in un torneo.
ketteisen (決定戦)spareggio finale per determinare il vincitore del torneo nel caso ci siano due o più lottatori con ugual numero di vittorie.
kimarite (決まり手)tecnica utilizzata per vincere in un incontro di sumo. Il Nihon Sumo Kyōkai ne riconosce ben 82.
kinboshi (金星)stella d'oro. Riconoscimento assegnato ai maegashira nel caso di vittoria contro uno yokozuna.
komusubi (小結)il quarto rango più alto tra i lottatori di sumo e ultimo del sanyaku.

## M
maegashira (前頭)il quinto rango più alto tra i lottatori di sumo ed il più basso nella Makuuchi. Il loro numero dipende da quello del sanyaku.
maezumo (前相撲)incontri di sumo precedenti l'ingresso nel banzuke.
makekoshi (負け越し)maggior numero di sconfitte che vittorie per un lottatore in un torneo.
Makushita (幕下)la terza divisione più alta nel sumo, successiva alla Sandanme, sottostante i Jūryō.
Makuuchi (幕内)o Makunouchi, divisione maggiore, la più alta nel sumo. È composta da 42 lottatori.
mawashi (廻し)è un particolare perizoma indossato dai rikishi, durante l'allenamento o la competizione.
migiyotsu (右四つ)presa in yotsu con la mano destra in presa interna. Vedi hidariyotsu

## N
nekodamashi (猫騙し)battere le mani al tachi-ai per distrarre l'avversario.

## O
ōzeki (大関)il secondo rango più alto tra i lottatori di sumo.
oyakata (親方)allenatore di lottatori di sumo
oshizumō (押し相撲)stile di combattimento, consiste nello spingere l'avversario mantenendo le mani a contatto con l'avversario.
osu (押す)tecnica di spinta. Vedi oshizumō

## R
rikishi (力士)termine più comune per indicare i lottatori di sumo.

## S
Sandanme (三段目)terza divisione più bassa nel sumo, successiva alla Jonidan, sottostante la Makushita.
sanshō (三賞)letteralmente "tre premi", sono tre premi speciali assegnati nella Makuuchi durante un torneo per prestazioni particolari da parte dei rikishi. si suddividono in
- performance straordinaria
- spirito combattivo
- tecnica

sanyaku (三役)i tre ranghi più alti nella Makuuchi sotto lo yokozuna: ōzeki, sekiwake e komusubi.
sekitori (関取)lottatori di sumo che appartengono alla divisione della Makuuchi o Jūryō.
sekiwake (関脇)terzo rango più alto tra i lottatori di sumo.
shikona (四股名)nome da combattente dei lottatori di sumo.

## Y
yokozuna (横綱)il rango più alto fra i lottatori di sumo, in genere lo si diventa dopo aver vinto consecutivamente due basho.
yori (寄り)tecnica del sumo, consiste nell'afferrare il mawashi, far aderire il proprio corpo su quello dell'avversario e avanzare verso il bordo del dohyō
yotsu (四つ)stile di combattimento, consiste nell'afferrare con entrambe le mani il mawashi dell'avversario.
yūshō (優勝)termine giapponese per indicare la vittoria di un torneo.